# Wschodnioniemiecka Formuła Junior Sezon 1960
Sezon 1960 był pierwszym sezonem Wschodnioniemieckiej Formuły Junior.

## Kalendarz wyścigów
| Runda | Data           | Tor         | Pole position   | Najszybsze okrążenie | Zwycięzca (kierowcy) | Zwycięzca (zespoły) |
| ----- | -------------- | ----------- | --------------- | -------------------- | -------------------- | ------------------- |
| 1     | 24 kwietnia    | Halle-Saale | Heinz Melkus    | Heinz Melkus         | Heinz Melkus         | MC Post Dresden     |
| 2     | 15 maja        | Bernau      | Heinz Melkus    | Frieder Rädlein      | Frieder Rädlein      | MC Post Dresden     |
| 3     | 10 lipca       | Bautzen     | Willy Lehmann   | Willy Lehmann        | Willy Lehmann        | MC Bitterfeld       |
| 4     | 31 sierpnia    | Sachsenring | Kurt Ahrens sr. | Heinz Melkus         | Heinz Melkus         | MC Post Dresden     |
| 5     | 18 września    | Drezno      | Willy Lehmann   | Kurt Ahrens jr.      | Kurt Ahrens jr.      | Kurt Ahrens jun.    |
| 6     | 9 października | Staaken     | Willy Lehmann   | Siegmar Bunk         | Willy Lehmann        | MC Bitterfeld       |

## Klasyfikacja kierowców
| Legenda oznaczeń w tabelach wyników Wyświetl szablon na nowej stronie | Legenda oznaczeń w tabelach wyników Wyświetl szablon na nowej stronie                                                                     |
| Oznaczenie                                                            | Wyjaśnienie |
| --------------------------------------------------------------------- | --- |
| Złoty                                                                 | Zwycięzca lub mistrzostwo |
| Srebrny                                                               | 2. miejsce lub wicemistrzostwo |
| Brązowy                                                               | 3. miejsce lub II wicemistrzostwo |
| Zielony                                                               | Ukończył, punktował (w klasyfikacji generalnej, gdy zdobył co najmniej jeden punkt na przestrzeni sezonu, poza trzema powyższymi opcjami) |
| Niebieski                                                             | Ukończył, nie punktował (w klasyfikacji generalnej, gdy nie zdobył co najmniej jednego punktu na przestrzeni sezonu)                      |
| Czerwony                                                              | Nie zakwalifikował się (NZ) |
| Czerwony                                                              | Nie prekwalifikował się (NPK) |
| Różowy                                                                | Nie ukończył (NU) |
| Różowy                                                                | Niesklasyfikowany (NS) (w klasyfikacji generalnej, gdy nie został sklasyfikowany w żadnym wyścigu sezonu)                                 |
| Czarny                                                                | Zdyskwalifikowany (DK) |
| Czarny                                                                | Wykluczony (WYK/EX) |
| Biały                                                                 | Nie wystartował (NW) |
| Biały                                                                 | Kontuzjowany (K/INJ) |
| Biały                                                                 | Wyścig odwołany (OD/C) |
| Bez koloru                                                            | Został wycofany (WYC/WD) |
| Bez koloru                                                            | Nie przybył (NP/DNA) |
| Bez koloru                                                            | Nie brał udziału w treningach (NT/DNP) |
| Bez koloru                                                            | Nie został zgłoszony (–) |
| Pogrubienie                                                           | Start z pole position |
| Kursywa                                                               | Najszybsze okrążenie wyścigu |
| †                                                                     | Nie ukończył, ale jego rezultat został zaliczony ze względu na przejechanie więcej niż 90% dystansu wyścigu.                              |
| *                                                                     | Sezon w trakcie |
| 1/2/3                                                                 | Punktowana pozycja w sprincie kwalifikacyjnym                                                                                             |
| Lista systemów punktacji Formuły 1                                    | |

| Poz.                                          | Kierowca            | Zespół                      | HSS | BER | BAU | SCH | DRE | STA | Punkty |
| --------------------------------------------- | ------------------- | --------------------------- | --- | --- | --- | --- | --- | --- | ------ |
| 1                                             | Heinz Melkus        | MC Post Dresden             | 1   | NU  | 2   | 1   | 4   | 3   | 22     |
| 2                                             | Frieder Rädlein     | MC Post Dresden             | 2   | 1   | 3   | 2   | 13  | 2   | 19     |
| 3                                             | Willy Lehmann       | MC Halle                    | NU  | NU  | 1   | NU  | 2   | 1   | 19     |
| 4                                             | Willy Krenkel       | MC Dresden                  | 4   | 3   | NU  | 4   | NU  | 4   | 9      |
| 5                                             | Siegmar Bunk        | MC Post Dresden             | -   | ?   | 5   | 3   | 6   | NU  | 8      |
| 6                                             | Gottfried Schneider | MC Bautzen                  | 5   | 2   | ?   | 5   | -   | 6   | 6      |
| 7                                             | Bodo Rust           | MC Halle                    | 3   | 4   | ?   | 7   | 12  | 5   | 6      |
| 8                                             | Siegfried Wilhelm   | MC Ebendörfel               | NU  | ?   | 4   | NU  | NU  | ?   | 2      |
| 8                                             | Helmut Zimmer       | MC Verkehrsbetriebe Dresden | 8   | 5   | ?   | NU  | 10  | -   | 2      |
| 8                                             | Friedrich Richter   | MC Dresden                  | 7   | ?   | ?   | 8   | 9   | -   | 2      |
| NS                                            | Siegfried Seifert   | MC Dresden                  | 6   | NU  | NU  | NU  | NU  | ?   | 0      |
| NS                                            | Karl Moßler         | MC Halle                    | NU  | -   | -   | -   | 11  | ?   | 0      |
| NS                                            | Karl Wojciechowski  | MC Wittenberg               | -   | ?   | -   | -   | -   | -   | 0      |
| NS                                            | Lothar Thomas       | MC Radeburg                 | -   | NU  | NU  | NW  | -   | -   | 0      |
| NS                                            | Horst Mansfeld      | MC Wolfen-Bitterfeld        | -   | -   | -   | NU  | -   | ?   | 0      |
| Kierowcy niedopuszczeni do zdobywania punktów |                     |                             |     |     |     |     |     |     |        |
| NS                                            | Kurt Ahrens jr.     | Kurt Ahrens jun.            | -   | -   | -   | NU  | 1   | -   | 0      |
| NS                                            | Willy Vroomen       | Racing Team Willy Vroomen   | -   | -   | -   | -   | 3   | -   | 0      |
| NS                                            | Kurt Ahrens sr.     | Kurt Ahrens                 | -   | -   | -   | NU  | 5   | -   | 0      |
| NS                                            | Heinz Starke        | Heinz Starke                | -   | -   | -   | 6   | NU  | -   | 0      |
| NS                                            | Adolf Lang          | Adolf Lang                  | -   | -   | -   | -   | 7   | -   | 0      |
| NS                                            | Karl Starke         | Karl Starke                 | -   | -   | -   | -   | 8   | -   | 0      |
| NS                                            | Philipp Meub        | Philipp Meub                | -   | -   | -   | NU  | NU  | -   | 0      |
| NS                                            | Kurt Kuhnke         | Kurt Kuhnke                 | -   | -   | -   | NU  | -   | -   | 0      |